# Sankt Johann im Pongau
St. Johann im Pongau hay St.Johann/Pg. (trong tiếng Bayern: Saiga Håns hay Sainig Håns) là một thị trấn nhỏ ở giữa Salzburg của Áo. Đây là thủ phủ huyện Pongau.